# Kutter (Lebensmittelherstellung)

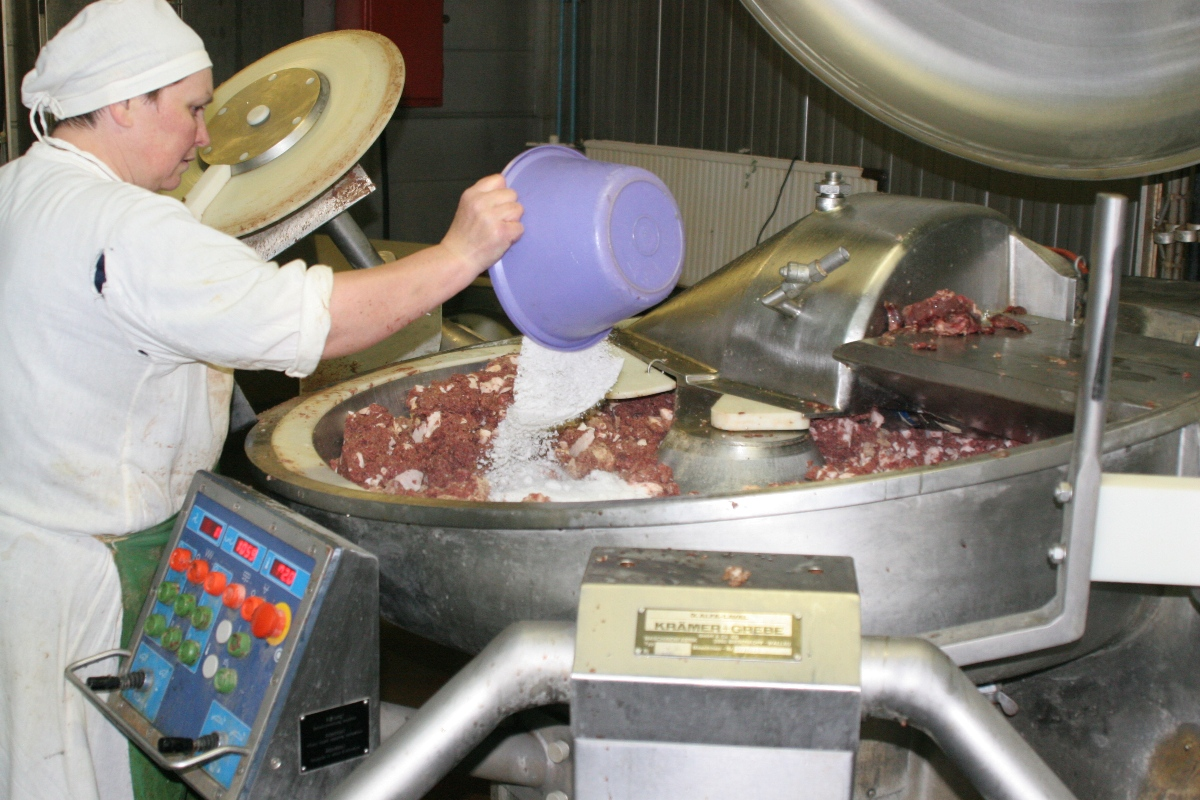
Wurstmasse wird direkt im Kutter gewürzt.

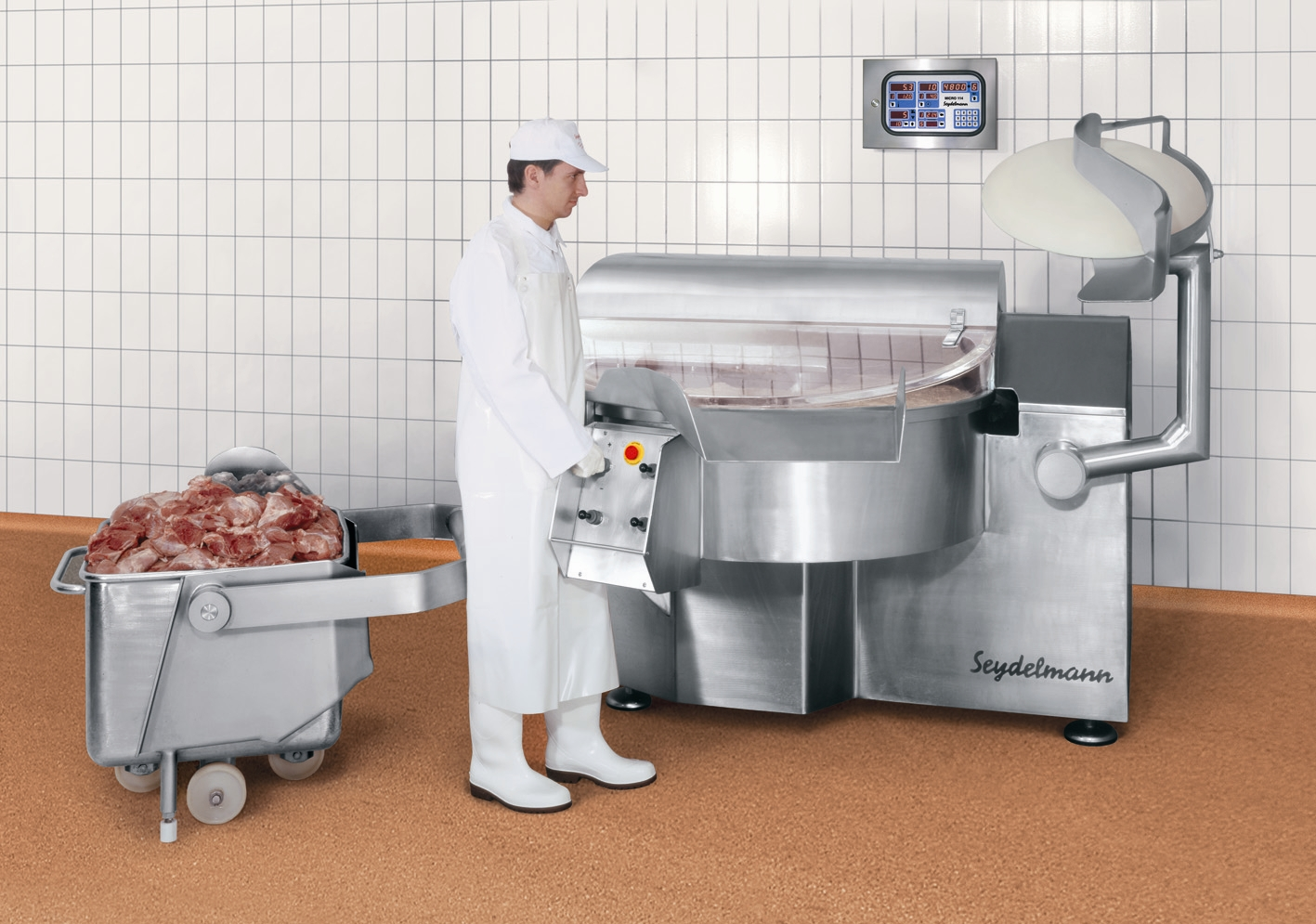
Kutter mit 160 Liter Schüsselinhalt

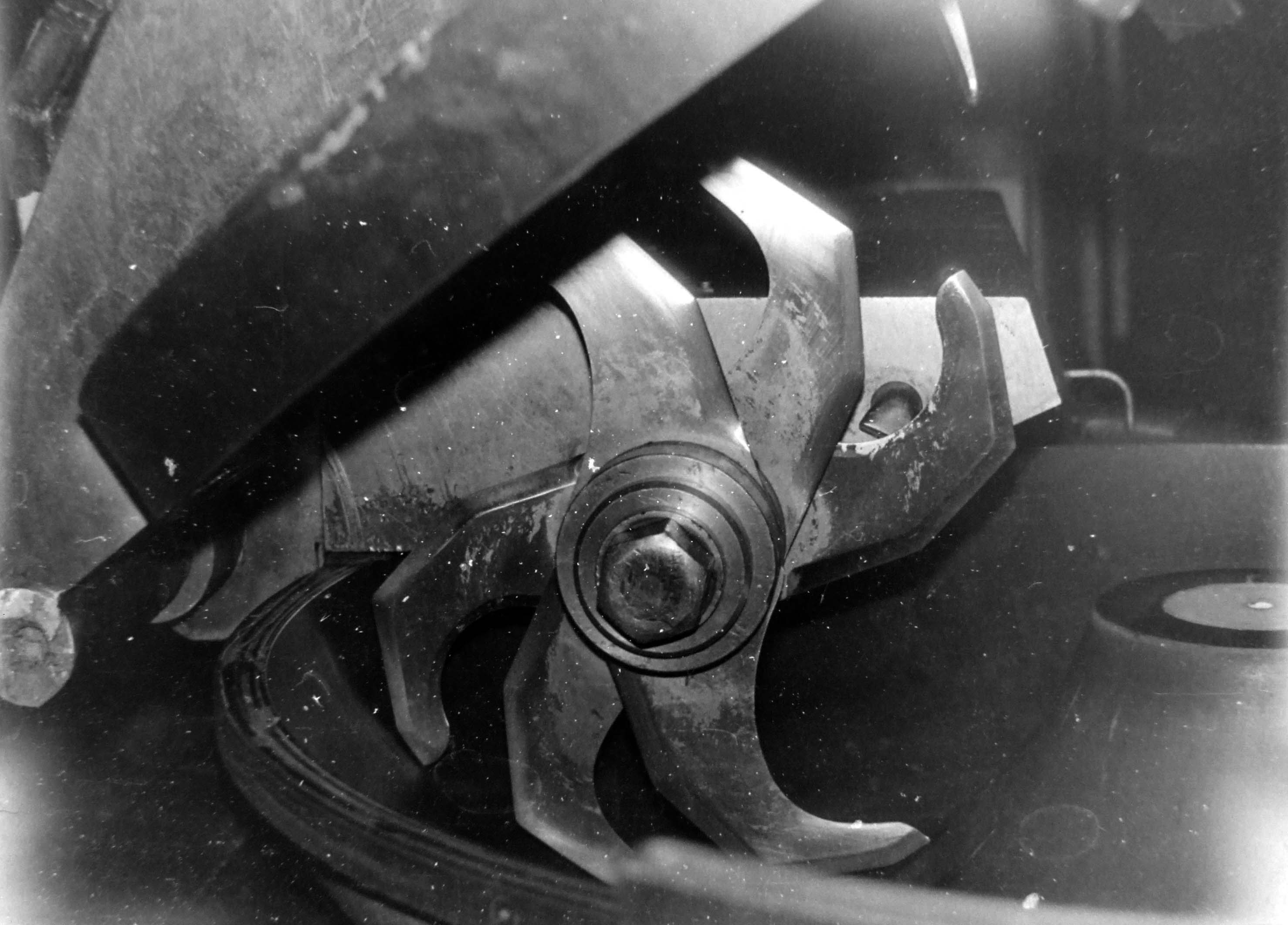
Messer

Ein Kutter oder Cutter (abgeleitet von englisch to cut „schneiden“) ist eine Maschine, die in der Lebensmittelindustrie, in Metzgereien und Gewerbeküchen zum starken Zerkleinern und Vermischen von Lebensmitteln, vor allem Fleisch, verwendet wird. 

## Nutzung und Aufbau
Vorläufer des Kutters war die Wiege. Sie bestand aus zwei oder mehr parallelen, miteinander verbundenen Messern mit gebogener Klinge und Griffen an beiden Enden. Zwei gegenüberstehende Personen bewegten sie auf einem großen Holzstock in wiegender Bewegung. So wurde das Fleisch zerkleinert, bis ein Wurstbrät entstand, wobei dessen Feinheit von der Dauer des Wiegens abhing. Das heute noch geläufige, viel kleinere Wiegemesser funktioniert auf gleiche Weise.
Ein Kutter zerkleinert feiner als ein Fleischwolf. Während dort die Zellstruktur erhalten bleiben und eine Grobzerkleinerung erzielt werden soll, ist der Prozess des Kutterns darauf ausgelegt, bei möglichst vielen Zellen die Zellmembranen zu schädigen. Im Unterschied zum groben Hackfleisch entsteht so je nach Dauer eine feine, gleichmäßige Masse, die beispielsweise zur Herstellung von Wurst oder Farcen verwendet wird. Kutter in kleineren Versionen zum Hausgebrauch werden als Tischkutter bezeichnet. 
Der Kutter besteht aus einer sich horizontal drehenden Schüssel (in verschiedenen Größen von ein bis zu tausend Litern Fassungsvermögen), in der mehrere Messer mit sehr hoher Geschwindigkeit vertikal rotieren. Um die Gefährdungen zu reduzieren, sind die Messer während des Betriebes durch die Messerschutzhaube verdeckt. Diese muss verriegelt sein, um die Messer nicht offen laufen zu lassen (Gefahr von schwersten Verletzungen). Da die Messer sehr hohe Drehzahlen erreichen, sind Kutter mit einem Lärmschutzdeckel ausgestattet. Dabei werden die Zutaten so weit zerkleinert, dass ein Brei entsteht, bei rohem Fleisch Brät genannt. 
Da durch die hohe Rotationsgeschwindigkeit Wärme entsteht, wird häufig Eis oder Eiswasser mit in die Masse gegeben, um die Temperatur niedrig zu halten und so das Gerinnen der Proteine zu verhindern. Erkennbar dient eine hohe Wasserzugabe außerdem einer preisgünstigen Volumenvergrößerung und Gewichtsmehrung. Früher konnte zur Geschmacksanreicherung auch gekühlte Brühe verwendet werden, was allerdings hygienische Probleme mit sich bringt.  Bei vielen modernen Ausführungen wird das Gefäß direkt gekühlt. Teilweise wird auch Stickstoff zur Kühlung eingesetzt. 
Eine optimal eingestellte Temperatur gewährleistet, dass das Messer eher durch die Fasern fährt als durch die bereits gebrochenen Teiganteile. Um das Produkt zu bearbeiten, bieten einzelne Kutter auch Kochvorrichtungen, auch in Verbindung mit einem Vakuum. Um die Eigenschaften des entstehenden Bräts zu beeinflussen, können Kutterhilfsmittel hinzugefügt werden. Um anhaftende Gewürze von der Schüssel ins Brät zu bringen, nutzt man einen Schlesinger.

## Vakuum-Kutter

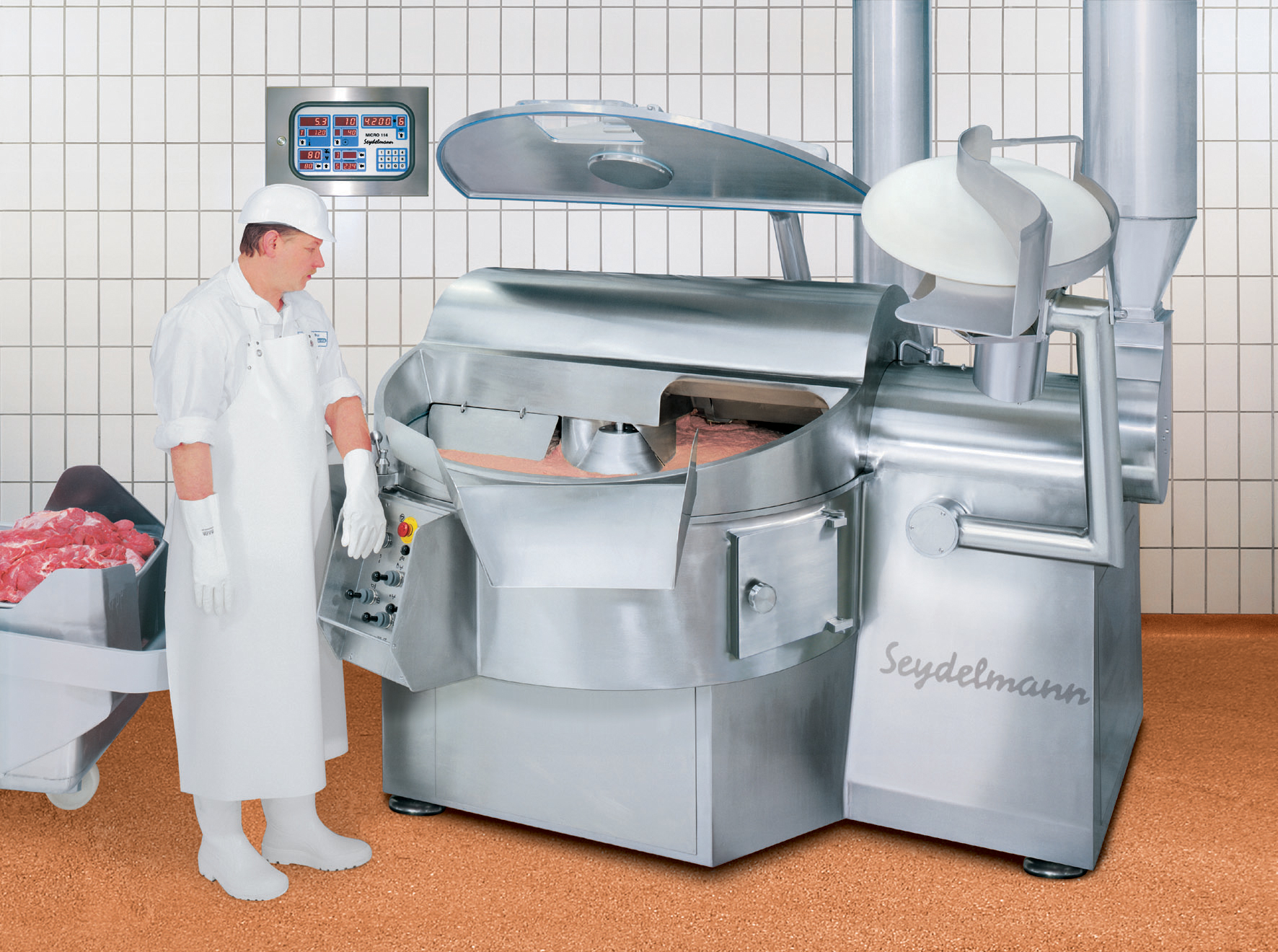
Koch-Vakuum-Kutter mit 200 Liter Schüsselinhalt

Für eine bessere Farbe (weniger Oxidation durch Sauerstoff), eine bessere Zerkleinerung des Fleisches (im Vakuum quellen die Zellen auf) und um kleine Lufteinschlüsse in der Masse (Bläschen) zu verringern, kann in Vakuumkuttern im Schüsselbereich die Luft entzogen werden. 
Der umgebende Luftdruck übt Druck auf die evakuierte Schüssel aus. Dadurch ist ein höherer konstruktiver Aufwand nötig.

## Koch-Kutter
Im Koch-Kutter wird die Kutterschüssel mit einem Düsensystem unterhalb der Schüssel durch heißen Dampf erhitzt. So kann in einem Arbeitsgang gekocht und gekuttert werden, wodurch das separate Kochen der Fleischstücke im Kochkessel entfällt. Geschmacks- und Aromastoffe sowie Proteine, die sonst mit dem Kochwasser im Kochkessel verloren gehen würden, bleiben erhalten.